# Проја
Проја, морузница или проха је кукурузни хлеб. Често се меша са пројаницом или пројаром. Проја се прави од крупно млевеног кукурузног брашна, соли и воде. Пројаница поред кукурузног има и пшеничног брашна и најчешће се прави са сиром и чварцима. Остале пројанице су са јогуртом, паризером, краставцем, сувом паприком,   и многи други.
У југоисточној Србији проја је позната под називом „морузница” и део је "Гастрономије пиротског краја.
Проја је битан део српске кухиње где служи као предјело.

## Припремање проје
Кукурузно брашно (1 кг) се промеша са осољеном кључалом водом и кашиком масти да се добије маса осредње густине.
Масу изручити у добро подмазан плех, око два прста дебљине, поравнати влажном кашиком и пећи у пећници на умереној температури.

## Рецепти
Рецепт за проју
- 8 шољица кукурузног брашна
- 2 шољице уља
- 1 кесица прашка за пециво
- 1 кашичица соли
- 1 чаша киселе воде

## Проја од сира[3]
- 300 g сира
- 3 јаја
- 1 шољица пшеничног брашна
- 2 шоље кукурузног брашна
- 2/3 шоља уља
- 1 кесица брашна са сиром
- 1 кашичица соли
- 1 шоље јогурта
- прашак за пециво

## Проја са сиром и кајмаком на српски начин
- пројино брашно, 500 гр
- бело пшенично брашно, 100 гр
- jaja, 3 комада
- сир бели пуномасни, 500 гр
- кајмак, две велике кашике
- уље, 150 гр
- кисела вода
- со по жељи

## Ужичка проја
- кукурузно брашно, 1500 г
- масни српски сир, 500 г
- кајмак, 250 г
- чварци, 500 г
- јаја, 4-6
- со
- маст за преливање
- топла вода по потреби